# Polimorfisme (ciència material)
El polimorfisme en ciència dels materials és la capacitat d'un material sòlid d'existir en més d'una forma d'estructura cristal·lina. El polimorfisme es pot trobar potencialment en qualsevol material cristal·lí incloent els polímers, minerals i metalls i està relacionat amb l'al·lotropia, la qual fa referència als elements químics. La morfologia completa d'un material està descrita pel polimorfisme i altres variables com l'hàbit cristal·lí, fracció amorfa o els defectes cristal·logràfics. El polimorfisme és rellevant en els camps dels medicaments farmacèutics, agroquímics pigments, tints, aliments, i explosius.
Quan existeix polimorfisme com a resultat de la diferència en l'empaquetatge del cristall, s'anomena polimorfisme d'empaquetatge. També pot ser el resultat de l'existència de diferents conformadors de la mateixa molècula en un polimorfisme conformacional. En el pseudopolimorfisme els diferents tipus de cristall són el resultat de la hidratació mineral o solvatació. Un exemple és el polimorf orgànic glicina, que és capaç de formar cristalls monoclínics i hexagonals. La sílice se sap que forma molts polimorfs, els més importants dels quals són; α-quartz, β-quartz, tridimita, cristobalita, coesita, i stishovita.
Un fenomen anàleg pels materials amorfs és el poliamorfisme, quan una substància pot tenir diverses modificacions amorfes diferents.
La primera observació de polimorfisme en materials orgànics s'atribueix a Friedrich Wöhler i Justus von Liebig quan l'any 1832 examinaren una solució en ebullició de benzamida: quan la benzamida es va refredar primer va cristal·litzar en forma acicular i més tard ho va fer en formes ròmbiques.